# Ride Out (canción)
«Ride Out» es una canción de 2015 de Kid Ink, Tyga, Wale, YG y Rich Homie Quan tomada de la película de acción Furious 7. Fue publicada como sencillo para promover a la película en conjunto con la canción Go Hard Or Go Home, interpretada por Wiz Khalifa e Iggy Azalea el 17 de febrero de 2015.